# Unilineaire evolutie
Unilineaire evolutie is een theorie van culturele evolutie met het idee dat alle samenlevingen zich ontwikkelen volgens een universeel geldende richting naar een steeds complexere en geavanceerdere samenleving. Dit idee ontstond in Europa gedurende de negentiende eeuw toen een vooruitgangsgeloof heerste dat 'primitievere' samenlevingen zag als overeenkomend met vroege stadia van de eigen samenleving. Tegenwoordig is dit idee binnen de academische wereld grotendeels verlaten, aangezien het wordt gezien als etnocentrisch of zelfs racistisch en onvoldoende in staat om de daadwerkelijke ontwikkelingen weer te geven.

## Ontwikkeling
Gedurende de Middeleeuwen overheerste het idee in het einde der tijden te leven, waarbij de voorafgaande samenlevingen als grootser werden voorgesteld, iets wat naar voren kwam in het idee van translatio imperii. De ontdekkingsreizen tijdens de Vroegmoderne Tijd brachten hier verandering in. Een groot aantal diverse culturen kwam onder de aandacht in Europa. Enerzijds bracht dit de verlichting, waarbij culturen buiten Europa als waardevol werden geacht. Daarnaast begon men verklaringen te zoeken voor de diversiteit en meende men ook verschillende stadia te kunnen onderscheiden in de ontwikkeling. De 'primitievere' samenlevingen die aangetroffen werden, werden gezien als overeenkomend met vroege stadia van de eigen samenleving. Veel geleerden tijdens de verlichting zagen drie of soms meer stadia. Markies de Condorcet beschreef in Esquisse d’un tableau historique des progrès de l’esprit humain uit 1795 de geschiedenis in negen epochen van vooruitgang en voorzag een tiende epoche met meer gelijkheid dankzij rationaliteit.
De bekende onderverdeling van het drieperiodensysteem, voor het eerst gebaseerd op data in plaats van speculatie, kwam van de Deense archeoloog Thomsen in Ledetraad til nordisk Oldkyndighed (1836). Hij noemde de ontwikkelingsstadia naar het materiaal dat gebruikt werd door oude Europese samenlevingen voor de werktuigen achtereenvolgens steen-, brons- en ijzertijd.
The Origin of Species (1859) van Darwin was weliswaar van grote invloed, maar zijn biologische theorie van evolutie werd anders toegepast, meer in lijn met het idee van lamarckiaanse evolutie zoals uiteengezet door Lamarck in zijn Philosophie zoologique (1809) dat verworven karakteristieken doorgegeven worden aan het nageslacht.
De ideeën van sociaal darwinisme zijn vooral afkomstig van Spencer die aannam dat er geen sprake was van toeval, maar dat evolutie een doel heeft, een telos, naar een steeds complexere samenleving. Arbeidsverdeling speelde daarbij een belangrijke rol doordat vanuit een relatief egalitaire samenleving zich een samenleving ontwikkelde die differentieerde met spirituele leiders en een krijgselite.
Morgan en Tylor waren belangrijke vertegenwoordigers van het idee dat niet elke samenleving zijn eigen ontwikkeling doormaakte, maar dat er sprake was van een universeel geldende ontwikkeling. Morgan onderscheidde in Ancient Society (1877) drie fases, waarbij de eerste twee fases weer onderverdeeld werden:
1. primitiviteit:
  1. laag;
  2. middel;
  3. hoog;
2. barbaarsheid:
  1. laag;
  2. middel;
  3. hoog;
3. beschaving.

Deze zouden door elke samenleving doorlopen worden. De overgangen werden bepaald door technologische ontwikkelingen, zoals de beheersing van vuur, pijl-en-boog en pottenbakken. Onder meer Engels en Karl Marx werden hierdoor beïnvloed, wat naar voren kwam in hun ontwikkelingstheorie in Der Ursprung der Familie, des Privateigenthums und des Staats (1884) waarbij zij stadia onderscheiden van oercommunisme, feodalisme en bourgeoisie.
Binnen het raamwerk van unilineaire evolutie zagen antropologen patronen in verwantschap, overgangen van matrilineariteit naar patrilineariteit en religie, en dan vooral totemisme, die wereldwijd geldig zouden zijn. Tylor zag een evolutie in religie van animisme naar fetisjisme en totemisme, al vermeed hij om een volledige rangschikking te maken, aangezien hij de ontwikkeling van religie als een complex proces zag. Dit weerhield Lubbock er in The Origin of Civilisation and the Primitive Condition of Man: Mental and Social Condition of Savages (1870) niet van om een unilineair schema te maken:
1. atheïsme, niet door het afwijzen van een godheid, maar door het ontbreken van ideeën hierover;
2. fetisjisme, de fase waarin een godheid te bewegen is om te voldoen aan de wensen van de mens;
3. natuurgodsdienst of totemisme, waarbij natuurlijke zaken als bomen, meren, stenen en dieren worden vereerd;
4. sjamanisme, waarbij de goden vele malen machtiger zijn dan de mens en alleen door een sjamaan aangeroepen kunnen worden;
5. afgoderij of antropomorfisme waarbij de goden steeds meer het evenbeeld van de mens zijn (antropotheïsme);
6. fase waarbij de godheid de schepper is van de natuur en niet slechts een onderdeel daarvan;
7. fase waarbij moraliteit onderdeel uit gaat maken van religie.

Dit zou een vrij algemeen aanvaarde rangschikking worden onder negentiende-eeuwse antropologen.

## Kritiek
Het idee van een unilineaire evolutie werd al aan het einde van de negentiende eeuw door onder meer Boas ondergraven. Etnografische en archeologische vondsten aan het begin van de twintigste eeuw ondersteunden dit. Dat betekende niet dat er daarna sprake was van eensgezindheid. Historisch particularisme, universeel evolutionisme, multilineair evolutionisme en sociobiologie waren daarna elk een antwoord op de moeilijkheden van het idee van unilineaire evolutie.